# 碰姓
碰姓亦称闯姓，是为人父母的通过认干亲让干亲取子女小名（有些地方甚至连姓带名）或者直接陈情求路人乞名从而避开凶命保佑健康的仪式。
该习俗因各地不同而有所不同，但常见的是婴儿出生后或第一天或满月或满百等，父亲抱子出门寻找，在河南、陕西等地一般而言是遇到的第一个人，无论其身份年龄，然后跪求乞名，以前乡村早期的很多是拾粪老翁，既无文化，也无准备，所以取得名字多数比较乡土，加之有传闻说小名较“贱”，子女易活，所以也就不避忌。如果是通过认干亲起的名，则过后双方往往有所交往，如过节及孩子生日送礼拜访等。除随机找人外，也有事先求神或者让算命先生事先算好方位日期，然后抱子寻找的。
相对而言，因为如此给孩子起小名的人按惯例就是孩子干亲，所以碰姓者都比较忌讳“王”、“史”等姓，因为与“亡”、“死”谐音，而同样的更喜欢“刘”、“陈”等姓，因为与“留”、“成”谐音，象征孩子留的下来，事情已成功。